# Jackie Pierre
Pour les articles homonymes, voir Pierre.
Jackie Pierre, né le 27 mai 1946 à La Chapelle-aux-Bois (Vosges), est un homme politique français.

## Biographie
Cadre de profession à la fromagerie de la Cense à Xertigny (Vosges), il est élu sénateur des Vosges le 26 septembre 2004. Il est membre du groupe UMP puis LR.

## Détail des mandats et fonctions
- Maire de La Chapelle-aux-Bois (1983-2008)
- Président de l'Association des maires des Vosges (1995-2008)[1],[2]
- Conseiller général des Vosges, élu dans le canton de Xertigny (1985-2015)
  - Vice-président du conseil général des Vosges[Quand ?]
- Sénateur des Vosges (2004-2020)

## Décorations
- Chevalier de la Légion d'honneur le 11 juillet 2025[3].